# Antígeno de membrana apical 1
El Antígeno Apical de Membrana (frecuentemente abreviado por sus siglas en inglés, AMA1) es una proteína micronemal que se encuentra en la membrana de parásitos apicomplejos, y es esencial para la invasión de la célula huésped. Se expresa en la etapa de merozoíto del ciclo de vida del parásito y hace que Toxoplasma gondii y Plasmodium falciparum pasen de un modo replicativo a un modo invasivo.

## Estructura
AMA1 es una proteína globular que está formada por una cadena de 598 aminoácidos. Su estructura secundaria se caracteriza un número mucho mayor de láminas beta que de hélices alfa. Se subdivide en tres dominios: citosólico (en el interior de la célula), transmembrana, y extracelular, compuestos por 55, 21 y 522 aminoácidos respectivamente.
La fracción extracelular  está constituida por dos dominios tipo PAN que, en los apicomplejos, se caracterizan por la presencia de unos bucles que se proyectan desde la superficie y que contienen un elevado número de aminoácidos polimórficos, que confieren una elevada variabilidad antigénica que les facilita la evasión de la acción del sistema inmunitario.

## Función
Se ha demostrado la importancia de AMA1 durante la invasión de la célula huésped en los parásitos apicomplejos como T.gondii y P.falciparum que causan la toxoplasmosis y la malaria en los humanos.
En la ausencia de AMA1, los taquizoitos del parásito no pueden invadir las células huéped. La secreción de los roptrios se ve perjudicada, mientras que las micronemas funcionan correctamente. Esto sugiere un modelo de adhesión de dos etapas, durante la segunda de las cuales la AMA1 participa en regulación de la secreción de roptrios.

### Mecanismo
La participación de AMA1 en el proceso de toma de contacto e infección de la célula huésped permite acoplar la entrada con la activación de la fase replicativa. De esta forma, una vez dentro de la célula huésped el parásito inicia la replicación.El mecanismo de invasión es similar para Toxoplamsa gondii y Plasmodium falciparum: Cuando el parásito entra en contacto físico con el huésped, la proteína de membrana llamada ROM4 se une a AMA1, hidrolizándola. Esta proteólisis se produce sobre el dominio transmembrana y divide AMA1 en dos partes. La primera, formada por el dominio extracelular y el dominio transmembrana, permanece en la membrana, mientras el dominio citosólico se difunde por el citoplasma y activa una cascada de señalización que activa la fase replicativa del parásito. Cuando el parásito se encuentra fuera de la célula huésped no se multiplica.

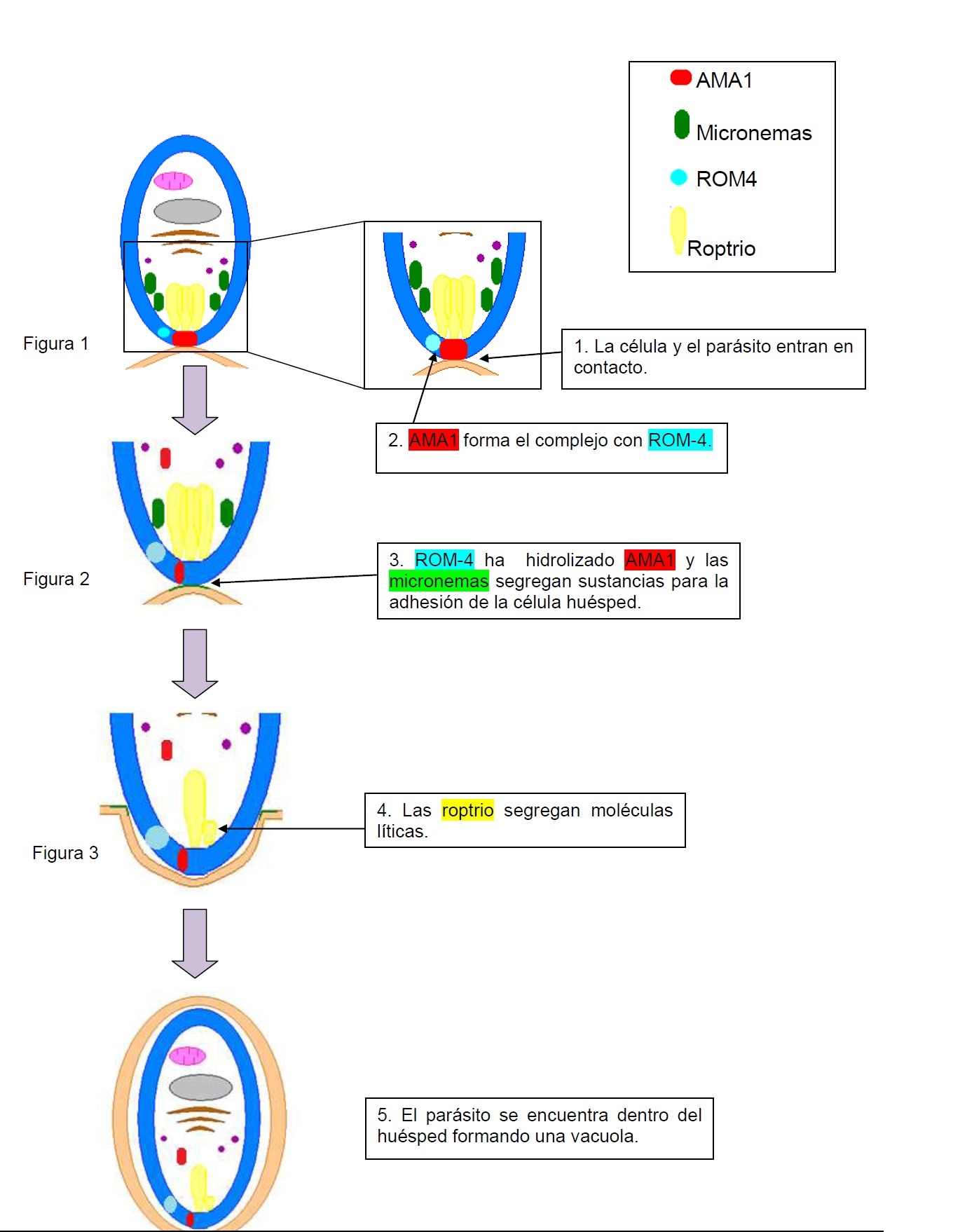
Mecanismo